# Dolinnoe, Criuleni
Dolinnoe este satul de reședință al comunei cu același nume  din raionul Criuleni, Republica Moldova.